# Cernokapți, Tărgoviște
Cernokapți (în bulgară Чернокапци) este un sat în comuna Omurtag, regiunea Tărgoviște,  Bulgaria. 

## Demografie
Componența etnică a satului Cernokapți
     Turci (99,28%)
     Nicio identificare (0,71%)
     Altele (0%)
La recensământul din 2011, populația satului Cernokapți era de 280 locuitori. Din punct de vedere etnic, majoritatea locuitorilor (99,28%) erau turci. Pentru 0,71% din locuitori nu este cunoscută apartenența etnică.